# (37211) 2000 WK119
2000 WK119 (asteroide 37211) é um asteroide da cintura principal. Possui uma excentricidade de 0.12338390 e uma inclinação de 11.27782º.
Este asteroide foi descoberto no dia 20 de novembro de 2000 por LINEAR em Socorro.